# Cianato di sodio
Il cianato di sodio (NaOCN) è un composto chimico formato dal catione sodio (Na+) e dall'anione cianato (OCN−).
Si presenta come un solido cristallino bianco che adotta una struttura reticolare cristallina romboedrica centrata sul corpo (sistema cristallino trigonale) a temperatura ambiente.

## Preparazione
Il cianato di sodio viene preparato industrialmente dalla reazione dell'urea con il carbonato di sodio a temperatura elevata:
{\displaystyle {\ce {2OC(NH2)2\ +\ Na2CO3->2Na(NCO)\ +\ CO2\ +\ 2NH3\ +\ H2O}}}
Può anche essere preparato in laboratorio mediante ossidazione di un cianuro in soluzione acquosa mediante un agente ossidante blando come l'ossido di piombo

## Usi chimici
Il cianato di sodio è un nucleofilo ideale e queste proprietà nucleofile lo rendono un importante contributo alla stereospecificità in alcune reazioni come nella produzione di ossazolidone chirale.

## Applicazioni mediche
Il cianato di sodio è un reagente utile nella produzione di derivati asimmetrici dell'urea che hanno un range di bioattività principalmente negli intermedi dell'isocianato arilico. Tali intermedi, così come il cianato di sodio, sono stati usati in medicina come mezzo per controbilanciare gli effetti cancerogeni sul corpo, con effetti sembra benefici sulle persone malate di anemia falciforme, e bloccando alcuni recettori per la melanina che ha mostrato alcuni benefici nel trattamento dell'obesità.